# يو إف سي 51
يو إف سي 51: السبت الخارق (بالإنجليزية: UFC 51: Super Saturday)‏ هو حدث لفنون القتال المختلطة نظمته يو إف سي، أُقيم في 5 فبراير 2005، على مركز أحداث ماندالاي باي في لاس فيغاس، نيفادا، الولايات المتحدة.